# Benzo(e)pyrène
Le benzo[e]pyrène est un hydrocarbure aromatique polycyclique à cinq cycles fusionnés, de formule C20H12, inscrit sur la liste des cancérogènes du groupe 3 du CIRC.